# Jailbait
Jailbait, letteralmente "esca da prigione", è un termine dello slang americano con il quale ci si può riferire ad una persona che non ha ancora raggiunto l'età necessaria ad avere rapporti sessuali (età del consenso), ma che appare fisicamente provocante e/o adulta. Può quindi acquistare una connotazione negativa poiché, avendo rapporti sessuali con la persona, si potrebbe commettere, negli Stati dove è previsto, un reato. Non esiste una parola italiana che traduca il termine, ma lo stesso concetto viene espresso anche in italiano, con accezioni nella parlata popolare come "roba da galera", ecc.